# جمهوری دومینیکن
جمهوری دومینیکن (به اسپانیایی: República Dominicana) کشوری است در بخش شرقی جزیره هیسپانیولا در دریای کارائیب. پایتخت آن سانتو دومینگو است. زبان رسمی این کشور اسپانیایی و واحد پول آن پزو است. جمهوری دومینیکن از غرب با هائیتی هم‌مرز است.
جمهوری دومینیکن با حدود ۱۱ میلیون نفر جمعیت و ۴۸٬۴۴۵ کیلومتر مربع مساحت، پس از کوبا، دومین کشور بزرگ حوزه کارائیب از نظر جمعیت و مساحت به‌شمار می‌آید. یک میلیون نفر از جمعیت جمهوری دومینیکن در پایتخت کشور زندگی می‌کنند.
از سدهٔ هفتم میلادی ساکنان منطقهٔ کنونی جمهوری دومینیکن را مردم قوم تائینوس تشکیل می‌دادند. کریستف کلمب در سال ۱۴۹۲ به ساحل دومینیکن رسید و این محل به نخستین سکونتگاه دائم اروپاییان در آمریکا بدل شد. این سکونتگاه همان سانتو دومینگو، پایتخت کنونی کشور است که اولین پایتخت اسپانیا در قاره جدید نیز بود. پس از سه قرن حکومت اسپانیایی، که در خلال آن در دوره‌هایی هائیتی نیز اداره کشور را در دست داشتند، این کشور در سال ۱۸۲۱ مستقل شد.

## تاریخ
دومینیکن نخستین سرزمینی در قارهٔ آمریکا است که اروپایی‌ها در آن استقرار یافتند و پایتخت آن، سنت دومینگو نیز نخستین پایتخت مستعمراتی در این قاره است.
دومینیکن در جزیرهٔ هیسپانیولا قرار دارد که کریستف کلمب در سال ۱۴۹۲ آن را مستقیماً تحت حاکمیت اسپانیا اعلام کرد.
در سال ۱۷۹۵ و در پی نبردهای اسپانیا با جمهوری تازه تأسیس فرانسه، اسپانیا ادارهٔ سانتو دومینگو را طبق قرارداد باسل به فرانسه واگذار کرد.
در سال ۱۸۰۸ مقارن با حملهٔ ناپلئون به اسپانیا، سفیدپوستان سانتو دومینگو علیه حاکمیت فرانسه در جزیرهٔ هیسپانیولا قیام کردند و با کمک بریتانیا که در آن زمان از متحدان اسپانیا بود و هائیتی، دوباره ادارهٔ سانتو دومینگو را به اسپانیایی‌ها بازگرداندند.
در سال ۱۸۲۰ یکی از فرمانداران پیشین اسپانیا در دومینیکن استقلال این کشور از استعمار اسپانیا را اعلام کرد. اما عمر استقلال دومینیکن چندان طولانی نبود و ۹ ماه بعد نیروهای هائیتی به دومینیکن حمله کردند و این منطقه را تحت تصرف خود درآوردند.
در سال ۱۸۳۸ تلاش‌ها دوباره برای استقلال دومینیکن بالا گرفت و در نهایت با تشکیل انجمن‌های مخفی و پیگیری مبارزات برای کسب استقلال، دومینیکن در سال ۱۸۴۴ از هائیتی استقلال یافت و در نوامبر همین سال نیز نخستین قانون اساسی دومینیکن تدوین شد.
دومینیکن ۳۱ سال (۱۹۳۰–۱۹۶۱) تحت حکومت دیکتاتوری رافائل تروخیو (Rafael Trujillo) بود. این دوران در ادبیات جهان نیز بازتاب یافته است.

## جغرافیا

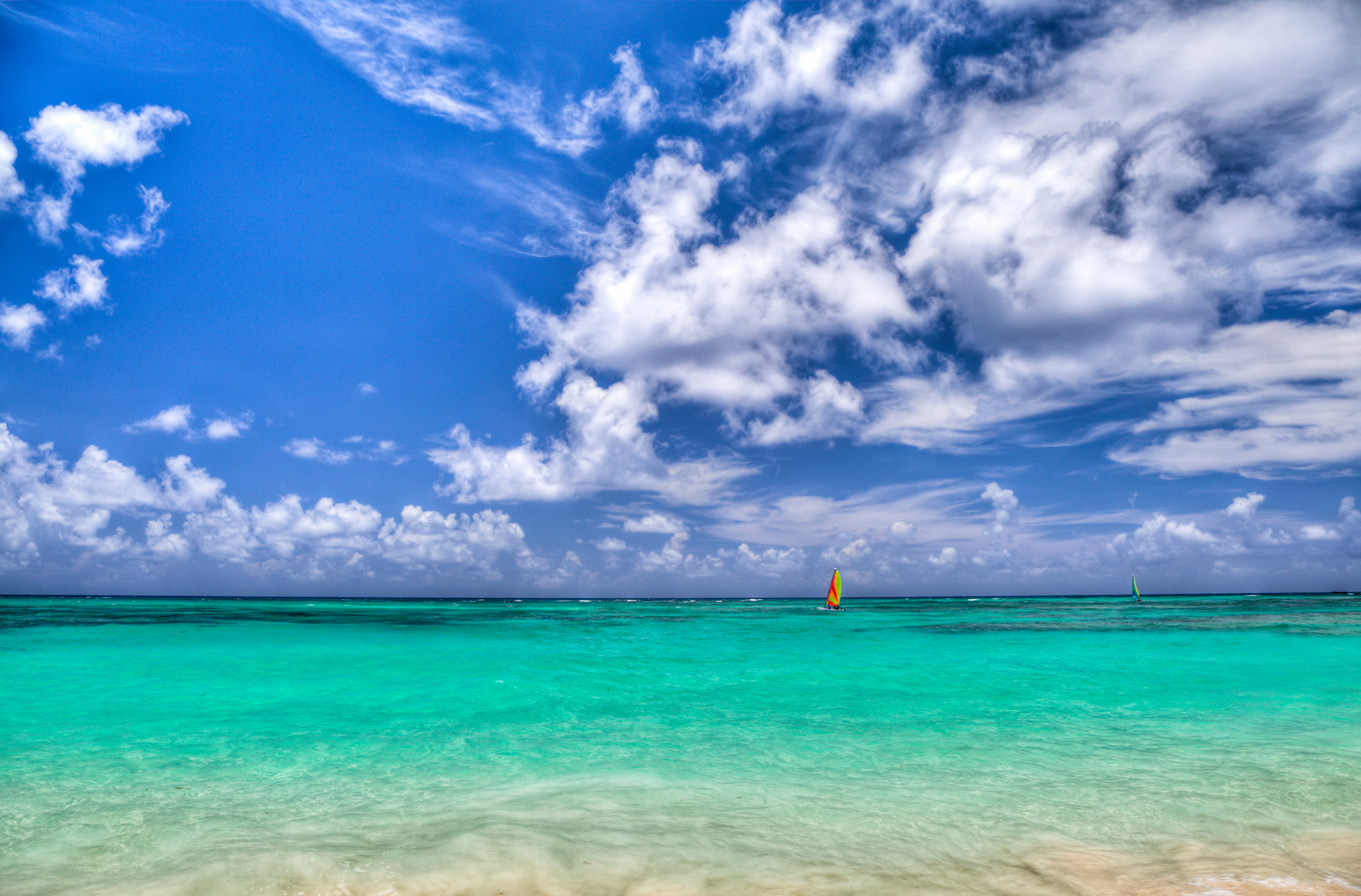
سواحل پونتا کانا باعث رشد صنعت گردشگری در جمهوری دومینیکن شده است.

اقیانوس اطلس از شمال، هائیتی از مغرب، دریای کارائیب از جنوب، گذرگاه مونا از مشرق، این کشور را احاطه کرده‌اند.
دومینیکن بخش خاوری جزیره هیسپانیولا می‌باشد و بخش باختری آن کشور هائیتی است.

### خلیج‌ها
- لویا
- سامانا
- اوکوا

### دماغه‌ها
- بی تا
- ایزابلا

### رودها
- ریویاک
- ریویونا

### قلل
- تینائی
- گالو

### جزایر
- بی تا
- انریکیلو

### شهرها و بندرها
| شهر / بندر | استان         | جمعیت | مساحت (کیلومتر مربع) |  |
| ---------- | ------------- | ----- | -------------------- |  |
| بندر       | باراهونا      |       |                      |  |
| شهر        | سان کریستوبال |       |                      |  |
| بندر       | سانتو دومینگو |       |                      |  |
| شهر        | سانتیاگو      |       |                      |  |
| شهر        | سانچز         |       |                      |  |
| شهر        | لا وگا        |       |                      |  |
| بندر       | مونت کریستی   |       |                      |  |

## بناهای تاریخی
زونا کولونیال در سانتو دومینگو (Santo Domingo’s Zona Colonial)
این محله تاریخی در شهر سانتو دومینگو، پایتخت کشور جمهوری دومینیکن است و یکی از قدیمی‌ترین مستعمرات اروپائی در دنیای مدرن است که توسط یونسکو میراث جهانی اعلام شده است و در سمت غربی رود اوزاما قرار گرفته است. این منطقه با ساختمان‌های رنگی و خانه‌های اربابی زیبا و خیابان‌های سنگفرش شده اش، مکان رمانتیکی به عنوان مقصد گردشگری است. در میان چندین و چند جاذبه گردشگری این محله می‌توان به این جاذبه‌ها اشاره کرد: خیابان Calle Las Damas قدیمی‌ترین خیابان سنگفرش شده دنیای مدرن که به سال ۱۵۰۲ برمی گردد، کلیسای جامع قرن شانزدهمی، مجسمه برنزی قرن نوزدهمی کریستف کلمب و خانه مشهور هرمان کورتس. می‌توانید با بازدید از این مکان‌ها، غرق در تاریخ شوید و در کافه‌های اطراف قهوه بنوشید یا از فروشگاه‌ها صنایع دستی بخرید.

## تقسیمات کشوری
این کشور به‌طور کلی به ۳۰ قسمت ایالتی تقسیم شده است.

## اقتصاد
تولید ناخالص داخلی در این کشور ۴٫۸۵ میلیارد دلار است. سه میلیون و ۹۸۶ هزار نفر نیروی کار آن را تشکیل می‌دهند.
نرخ بیکاری در این کشور ۵/۱۵درصد است. ۲/۴۲ درصد از جمعیت این کشور زیر خط فقر زندگی می‌کنند. در سال ۲۰۰۷ نرخ تورم در دومینیکن ۸/۵ درصد بود.
محصولات صادراتی این کشور شامل نیکل آهن، شکر، طلا، نقره، قهوه، کاکائو، تنباکو، گوشت و کالاهای مصرفی است که به کشورهای آمریکا (۷/۷۲ درصد)، انگلیس(۲/۳ درصد) و بلژیک (۴/۲ درصد) صادر می‌شود.
محصولات وارداتی این کشور شامل مواد غذایی، نفت، پنبه، مواد شیمیایی و دارویی است که از کشورهای آمریکا (۹/۴۶درصد)، ونزوئلا (۴/۸درصد)، کلمبیا (۳/۶ درصد) و مکزیک(۷/۵ درصد) وارد می‌شود.
این کشور در سال ۲۰۱۳ دهمین تولیدکننده کاکائو در جهان بود